# Schussrinne

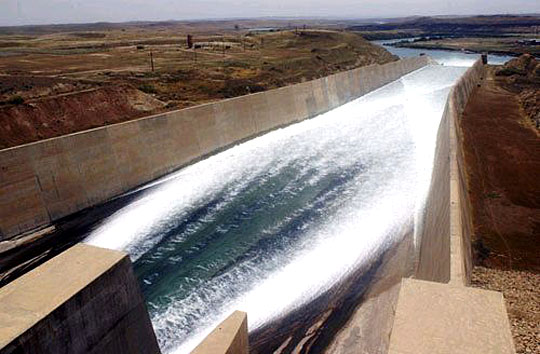
Schussrinne der Hochwasserentlastung der Mosul-Talsperre

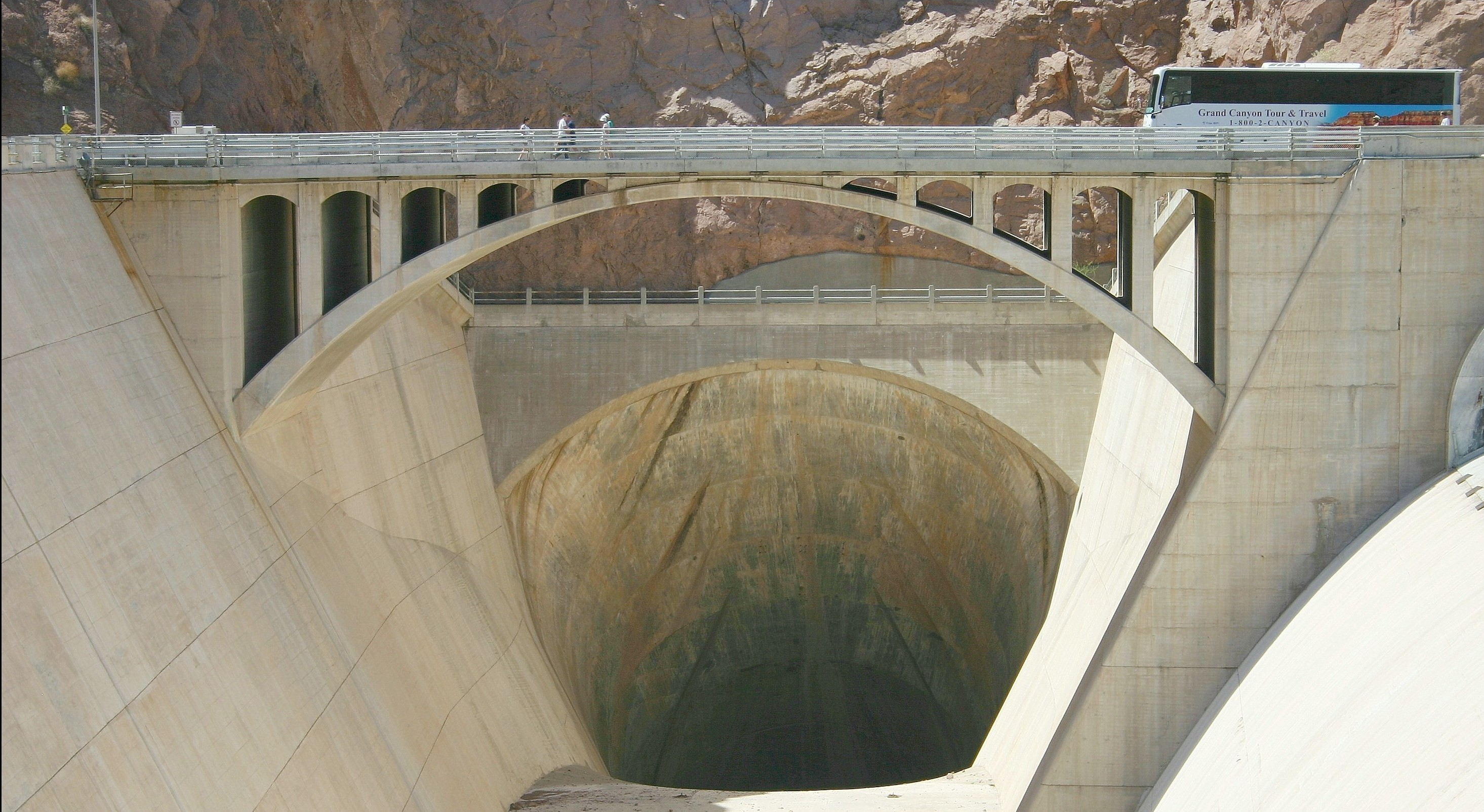
Schussrinne beim Hoover Dam

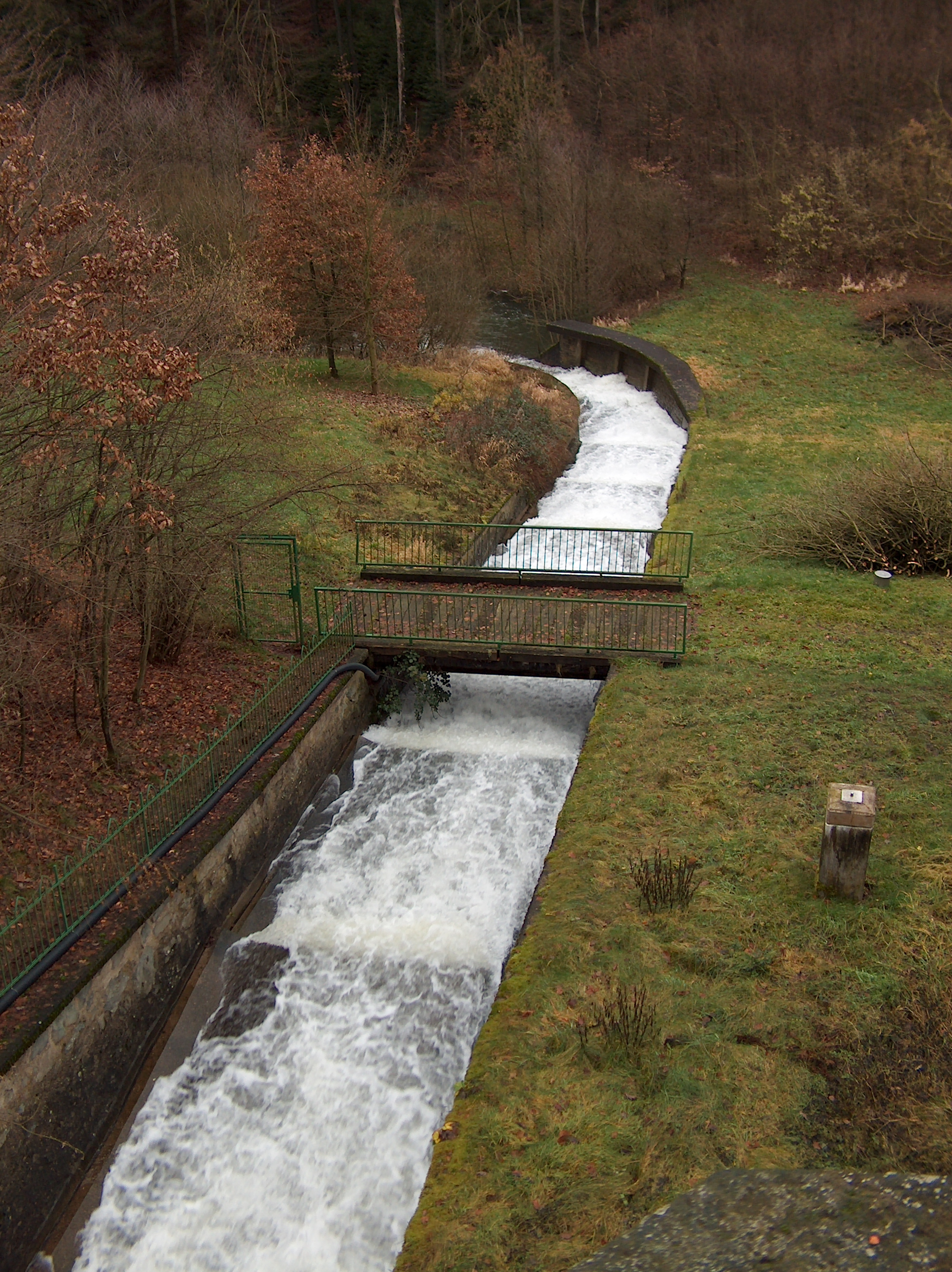
Schussrinne als Kaskade

Eine Schussrinne (engl. chute) ist ein meist künstliches, steiles Gerinne, in dem Wasser mit freier Oberfläche schießend abfließt. Schussrinnen sind oft Bestandteil einer Hochwasserentlastung bei Stauanlagen, kommen jedoch auch im Flussbau vereinzelt zum Einsatz. In Fließgewässern behindert das darin schnell fließende Wasser die Ökologische Durchgängigkeit für Fische und andere aquatische Lebewesen. Daher sind im naturnahen Wasserbau weniger stark geneigte Sohlrampen und Sohlgleiten gebräuchlicher.

## Hochwasserentlastungen und Kavitationserosion
Schussrinnen für Hochwasserentlastungsanlagen müssen in erster Linie Wasser schnell und sicher abführen können. Die Rinnen sind deshalb oft aus Beton oder Mauerwerk gebaut und haben einen rechteckigen oder trapezförmigen Querschnitt. Das Gefälle von Schussrinnen ist im Vergleich zu üblichen Gerinnen groß und verleiht dem Wasser hohe Fließgeschwindigkeiten, die in einem angeschlossenen Tosbecken reduziert werden, bevor das Wasser in ein natürliches Gewässer strömt. Am Ende von Schussrinnen angeordnete Störkörper, in Form von Betonzähnen oder ähnlichem, sowie Sprungschanzen werden ebenfalls zur Energiedissipation eingesetzt. Alternativ kann die Schussrinne mit einzelnen Treppenstufen als Kaskade ausgebildet werden.
Bei großen Talsperren beträgt die Fallhöhe nicht selten mehr als 100 Meter. Bei Abfuhr der meist größeren Durchflüsse über eine kurze Distanz werden Fließgeschwindigkeiten bis über 40 m/s erzeugt. Beginnend in den 1960er Jahren stellte man nach einigen Betriebsjahren große Schäden am Beton der Schussrinnen von Hochwasserentlastungsanlagen fest, die aufwändig instand gesetzt werden mussten. Als Ursache für die Schäden wurde Kavitation ermittelt. Zur Abhilfe wird heute entlang der gefährdeten Bereiche gezielt Luft in den Abfluss eingemischt, wodurch die Entstehung von Kavitation verhindert und die oberflächliche Beanspruchung des Betons reduziert wird. In Praxis werden Sohlbelüfter eingebaut, um damit die Strömung über dem Boden der Schussrinne etwas anzuheben und eine lufteintragende Zone unterhalb des Strahls zu erzeugen. Dadurch zerplatzen die entstehenden Kavitationsblasen nicht mehr in der Nähe der Betonoberfläche und vermeiden die Kavitationserosion.

## Trivia
Flächenhafte Erosion führt zu Rinnen- und Rillenbildung, sodass Oberflächenwasser mit großer Geschwindigkeit abfließt. Diese Rillenerosion bildet Flutrillen aus, die auch als Schussrinne bezeichnet werden.